# Кочубеївський парк (Кролевецький район)
Кочубеївський — парк-пам'ятка садово-паркового мистецтва місцевого значення. Закладений в першій половині XVIII ст. нащадками Кочубеїв на площі 22 га. Оголошено територією ПЗФ 20.06.1972. Розташований у центральній частині села Дубовичі Кролевецького району Сумської області. В насадженнях налічується близько 30 видів дерев і чагарників, серед яких є окремі видові дерева. 